# Katarina Waters
Katarina Waters (Lüneburg, 10 november 1980) is een Engels professioneel worstelaarster die vooral bekend is van haar tijd bij World Wrestling Entertainment als Katie Lea en bij Total Nonstop Action Wrestling als Winter.

## World Wrestling Entertainment
Katie Lea Burchill maakte haar debuut in WWE op 11 februari 2008 tijdens een RAW-show. Ze stond bekend als de kayfabe-zus van Paul Burchill.
Ze verscheen ook in de Lumberjill-match tussen Beth Phoenix & Melina en Maria & Ashley, in welke Beth en Melina uitblonken. Katie Lea was er te zien aan de zijkant van de ring.
Op 28 april maakte ze haar in-ringdebuut, toen ze samen met haar broer Paul Super Crazy versloeg in een Intergender Handicap Match. Op 19 mei had ze een discussie met Mickie James, waarin ze beweerde dat Mickie haar relatie met John Cena misbruikte om zich een weg naar de top te banen.
Lea en diens broer werden verplaatst naar het ECW-rooster, op 30 december 2008.
Ze werden terug op het RAW-rooster geplaatst op 11 januari 2010, toen Katie Lea het opnam tegen Eve Torres voor het Divas Championship, maar Eve won. Op 26 februari werd Paul ontslagen, waardoor Lea alleen achterbleef in de WWE. Al redelijk snel werd ook zij ontslagen, namelijk op 22 april, samen met enkele anderen.

## In worstelen
- Finishers
  - Kat Nip (Inverted facelock neckbreaker)
  - Hair–pull backbreaker

- Signature moves
  - Side slam backbreaker
  - Bow and arrow stretch
  - Diving double foot stomp
  - Enzuigiri
  - Lifting DDT
  - Missile dropkick
  - Samoan drop
  - Spinning backbreaker

- Worstelaars managed
  - Paul Burchill
  - Hade Vansen

- Bijnamen
  - "The Queen of Chaos" (Independent circuit)
  - "The Queen of England" (OVW)
  - "The Scarlet Witch"

## Prestaties
- Ohio Valley Wrestling
  - OVW Women's Championship (2 keer)

- Queens of Chaos
  - Queens of Chaos Championship (1 keer)

- Total Nonstop Action Wrestling
  - TNA Women's Knockout Championship (2 keer)
  - TNA Knockout Tag Team Championship (1 keer met Angelina Love)

- Trans-Atlantic Wrestling
  - TWC Women's Championship (1 keer)